# Опарівський Василь
Василь Іванович Опарівський (15 жовтня 1890, Бонарівка, нині Польща — 22 червня 1919, Підгайці, нині Тернопільська область) — священник УГКЦ, капелан Восьмої Самбірської бригада УГА.

## Життєпис

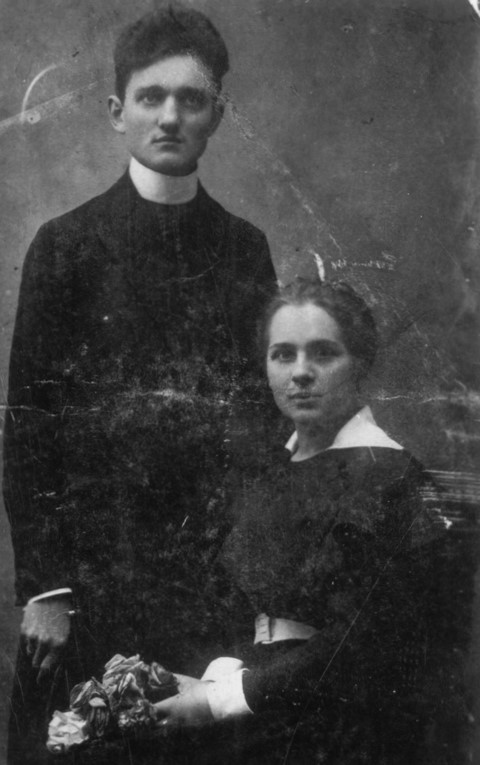
Василь Опарівський з дружиною Юлією Ганківською

Народився 15 жовтня 1890 року в селянській сім'ї в українському селі Бонарівка (Замішанщина), нині Стрижівський повіт Підкарпатського воєводства Польщі). Був найстаршим з-поміж десятьох дітей. 
Закінчив школу в селі Красна, а потім цісарсько-королівську Сяноцьку гімназію (1912). Продовжив навчання в Перемишльській греко-католицькій семінарії (1916). Одружився з Юлією Ганьківською і став парохом у селі Терепча, біля Сянока. 1917 року в них народилася донька Ярослава. В 1918 році в подружжя народився син Лев.
У листопаді 1918 року вступив до Української галицької армії, призначений капеланом Восьмої Самбірської бригада УГА.
У часі проведення Чортківської офензиви отримав важке поранення від розриву гранати в селі Слов'ятин, помер у госпіталі в Підгайцях . 

### Родина
- дружина Юлія Опарівська (Ганківська) — українська вчителька [3], організаторка кооперативу, вела курси для неграмотних, вишивання, куховарства, допомагала лікувати людей, за її ініціативи було зведено школу в Петровій Волі, дочка шкільного інспектора (жорстоко вбита 26 липня 1944 року вояками Армії Крайової[4]),
- донька Ярослава — майбутня дружина лідера ОУНР Степана Бандери,
- син Лев Опарівський — член ОУН, студент-хімік, розстріляний нацистами 27 листопада 1942 року на Кортумовій Горі у Львові [5],
- брати — Микола, Михайло, Іван, Роман [6] — проживали в селі Глибока Отинійської громади на Івано-Франківщині.

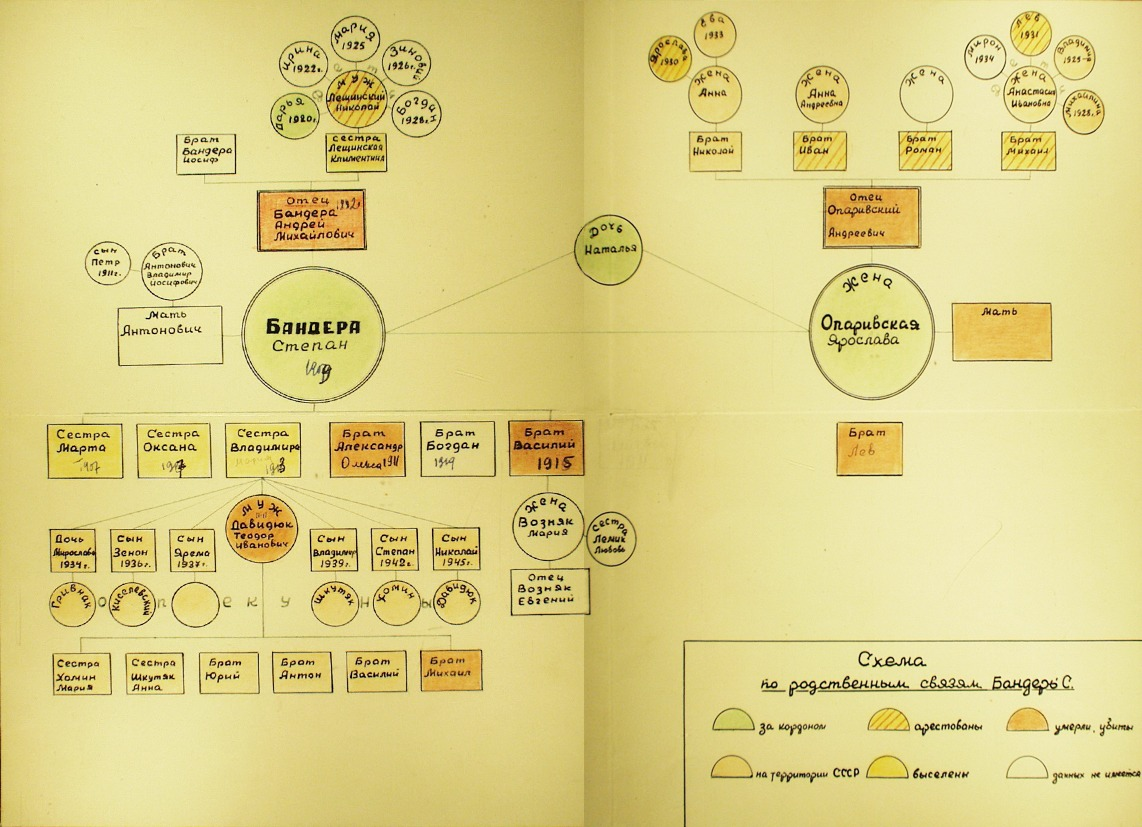
Родина Бандер-Опарівських в документах КДБ, 1949.

- онуки — Наталія, Андрій, Леся.

## Вшанування пам'яті
11 червня 2019 року, на пам'ять про століття від дня загибелі, відкрито йому пам'ятник на цвинтарі міста Підгайці.